# 영해군
| Daedongyeojido (Gyujanggak) 15-02.jpg | Daedongyeojido (Gyujanggak) 15-01.jpg |
| Daedongyeojido (Gyujanggak) 16-02.jpg | Daedongyeojido (Gyujanggak) 16-01.jpg |

영해군(寧海郡)은 영해면을 중심으로 창수면, 병곡면, 축산면 (영덕읍으로 넘어간 화천리 포함)의 영덕군 북부 4면에 있던 옛 행정구역이다.

## 역사
- 우시국(于尸國)이 있었다.
- 고구려의 우시군(于尸郡)이 되었다.
- 757년 유린군(有隣郡)으로 개칭하고 해아현(海阿縣)을 영현으로 두었다.
- 940년 예주(禮州)로 승격하였다. 해아현은 청하현(淸河縣)으로 개칭하였다.
- 1018년 방어사(防禦使)를 두고 1개 속부, 3개 속군, 2개 속현을 관할하였다. 청하현은 경주의 속현으로 편입되었다.

보성부(甫城府), 영양군(英陽郡), 평해군(平海郡), 영덕군(盈德郡), 청부현(靑鳧縣), 송생현(松生縣)
- 1258년(고려 고종 45) 덕원소도호부(德原小都護府)로 잠시 승격되었다가 얼마 후 예주목(禮州牧)으로 승격하였다.
- 1310년 전국의 목(牧)을 정리하면서 영해부(寧海府)가 되어 영해라는 이름을 받았다.
- 1413년 영해도호부(寧海都護府)가 되었다.
- 1895년 23부당시 영해군이 되어 안동부에 속했다가, 13도제로 경상북도에 속하게 되었다.
- 1914년 영덕군과 통합하여 사라졌다. 군내 면들은 축산면, 영해면, 병곡면, 창수면으로 개편되었다.

## 같이 보기
- 영해 박씨